# Pic Tilicho
Le pic Tilicho est un sommet de l'Himalaya culminant à 7 134 mètres d'altitude au Népal.

## Histoire
Ce sommet a été découvert en 1950 par l'expédition française ayant atteint l'Annapurna I la même année. La première ascension a été réalisée en 1978 par Emmanuel Schmutz par la voie nord-ouest.